# Graubünden-Marathon

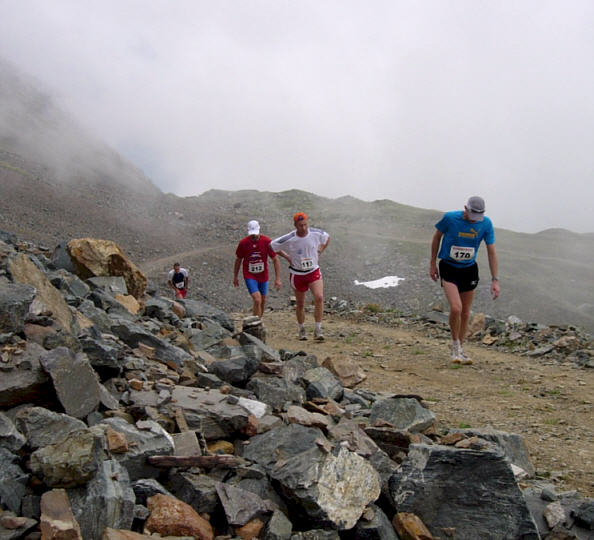
Steinwüste im oberen Teil des Graubünden-Marathon 2005

Der Graubünden-Marathon war ein Marathon im Schweizer Kanton Graubünden.
Er wurde von 2003 bis 2014 vom Tourismusverein Lenzerheide-Valbella veranstaltet, fand stets Ende Juni statt und galt als der härteste Bergmarathon Europas über die klassische Distanz von 42,195 km, da insgesamt 2682 Höhenmeter bergauf und 402 Höhenmeter bergab zu überwinden waren. Man startete im sommerlich grünen Chur, arbeitete sich langsam durch Wälder und an frühlingshaften Blütenwiesen vorbei hinauf und beendete den Lauf in den immer winterlicheren Regionen aus Fels und Eis am Parpaner Rothorn in 2865 Meter Höhe. Seit Anbeginn der Veranstaltung wurde auf dem letzten steilen Stück von Lenzerheide zum Parpaner Rothorn hoch ein 11,5 km langer Berglauf namens Rothorn-Run ausgetragen. Seit 2006 fand auf dem ersten Teilstück der Strecke ein 20 Miles-Lauf (eigentlich 30,7 km) statt, für den sich auch ursprünglich für die Marathonstrecke gemeldete Läufer klassifizieren konnten, wenn sie in Lenzerheide in dessen Ziel einliefen.

## Streckenverlauf
Der Start befand sich in 585 Meter Höhe in Chur. Auf den ersten 17 Kilometern erreichte die Strecke über Churwalden bei der Höhe Foppa in 1754 m Höhe den ersten Scheitelpunkt.
Im weiteren Verlauf nach Parpan und Lenzerheide verlor die Strecke bei etwa 100 Höhenmetern Gegenanstieg etwa 300 Höhenmeter. Auf den letzten 11,5 km von Lenzerheide aufs Parpaner Rothorn erklomm sie dann noch einmal 1414 Höhenmeter, bevor in 2865 Meter Höhe das Ziel erreicht wurde.

## Geschichte
Bis 2002 fand in Lenzerheide alljährlich der Danis-Berglauf statt. 2003 organisierte dann das gleiche Veranstaltungsteam erstmals den Graubünden-Marathon.
Bei der ersten Auflage dieses Laufes im Jahr 2003 mussten sogar 2727 Höhenmeter überwunden werden. Bereits im ersten Jahr vermochte diese Extremveranstaltung trotz der schweren Strecke 347 Teilnehmer anzulocken. Die Ausstiegsrate war mit 5 % recht moderat. Der erste Sieger war der britische Bergläufer Martin Cox in 3:37:12 h, während Katrin Kläsi in einer Zeit von 4:18:32 h siegen konnte.

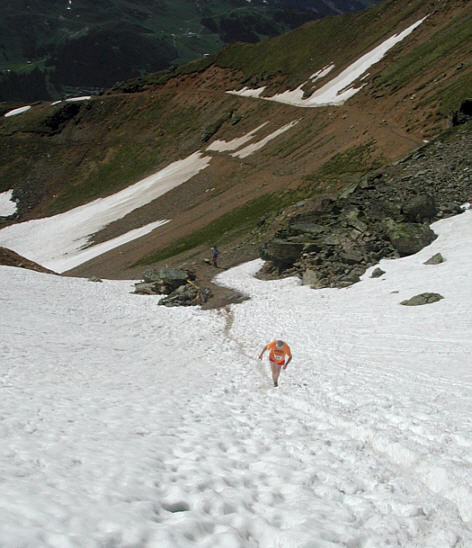
Steiles Schneefeld beim Graubünden-Marathon 2004

Im Jahr 2004 hatten die Veranstalter mit dem Problem zu kämpfen, dass in der oberen Bergregion noch riesige Schneefelder waren. Dank der Hilfe des Schweizer Heeres konnte aber auch der obere Streckenabschnitt belaufbar gemacht werden. Einige Streckenabänderungen führten dazu, dass nun statt der 2727 hm nur noch 2680 hm zu überwinden waren. Trotz der schwierigen und sehr steilen Schneefelder im oberen Teil, konnte der Berglauf-Weltmeister Jonathan Wyatt aus Neuseeland in 3:18:57 h den noch heute bestehenden Streckenrekord aufstellen. Carolina Reiber stellte in 4:04:51 h den ebenfalls noch heute bestehenden Streckenrekord für die Damen auf.
Im Jahr 2005 machte der Schnee keine Probleme. In diesem Jahr zog aber bei anfangs sehr heissem Wetter zum Ende hin ein heftiges Berggewitter auf, in welches das hintere Feld hineinkam. Wegen der damit verbundenen Gefahren mussten etliche Teilnehmer aus dem Rennen genommen werden. Jonathan Wyatt trug in 3:24:55 h zum zweiten Mal den Sieg heim. Bei den Damen gewann Jasmin Nunige in 4:21:23 h.
Im Jahr 2006 war es sehr warm und sonnig, aber das Wetter blieb stabil. Mit der Hitze hatten auch die Favoriten zu kämpfen. So lagen die Siegerzeiten von Jonathan Wyatt mit 3:36:02 h und Rita Born mit 4:31:41 h deutlich über den Vorjahressiegerzeiten.
2013 musste der Marathon witterungsbedingt auf verkürztem Kurs (40 km) ausgetragen werden und der Kurs führte nicht zum Gipfel.
Im Jahr 2014 fand der Graubünden-Marathon zum letzten Mal statt und wurde aufgrund von Vakanzen im Organisationskomitee eingestellt.

## Statistik

### Streckenrekorde
- Männer: 3:18:57 h Jonathan Wyatt (NZL), 2004
- Frauen: 3:59:14 h Maja Meneghin-Pliska (SUI), 2010

### Schnellste Läufer 2007
Marathon
- Männer: Michael Barz (GER), 3:51:30,3 h
- Frauen: Stephanie Vollenweider, 4:18:15,4 h

20 Miles
- Männer: Peter Gschwend, 2:27:36,6 h
- Frauen: Regula Eier, 2:48:36,0 h

Rothorn-Run
- Männer: Jonathan Wyatt (NZL), 1:11:03,1 h
- Frauen: Eroica Spiess, 1:31:35,2 h

### Finisher 2007
Läufer im Ziel
- Marathon: 342 (289 Männer und 53 Frauen), 1 mehr als im Vorjahr
- 20 Meilen: 108 (74 Männer und 34 Frauen), 20 weniger als im Vorjahr
- Rothorn-Run: 96 (68 Männer und 28 Frauen), 6 weniger als im Vorjahr

### Siegerlisten

#### Marathon
| Jahr          | Männer              | Zeit (Std.) | Frauen                     | Zeit (Std.) |
| ------------- | ------------------- | ----------- | -------------------------- | ----------- |
| 28. Juni 2014 | Lucien Epiney       | 3:45:52,0   | Denise Zimmermann -2-      | 4:30.54,8   |
| 29. Juni 2013 | Marc Lauenstein     | 2:57:45,4 * | Jasmin Nunige -3-          | 3:24:41,9 * |
| 23. Juni 2012 | Martin Cox -2-      | 3:50:12,6   | Denise Zimmermann          | 4:25:15,6   |
| 25. Juni 2011 | Timothy Short - 2 - | 3:41:22,0   | Maja Meneghin-Pliska - 2 - | 4:20:08,7   |
| 26. Juni 2010 | Timothy Short       | 3:24:58,1   | Maja Meneghin-Pliska       | 3:59:14,1   |
| 27. Juni 2009 | Jonathan Wyatt -5-  | 3:29:08,3   | Rita Born -2-              | 4:21:57,9   |
| 28. Juni 2008 | Jonathan Wyatt -4-  | 3:30:33,0   | Jasmin Nunige -2-          | 4:21:47,8   |
| 23. Juni 2007 | Michael Barz        | 3:51:30,3   | Stephanie Vollenweider     | 4:18:15,4   |
| 24. Juni 2006 | Jonathan Wyatt -3-  | 3:36:02,0   | Rita Born                  | 4:31:40,8   |
| 25. Juni 2005 | Jonathan Wyatt -2-  | 3:24:54,5   | Jasmin Nunige              | 4:21:22,8   |
| 26. Juni 2004 | Jonathan Wyatt      | 3:18:56,6   | Carolina Reiber            | 4:04:50,4   |
| 28. Juni 2003 | Martin Cox          | 3:37:11,4   | Katrin Kläsi               | 4:18:31,7   |

* 2013 musste der Marathon witterungsbedingt auf verkürztem Kurs (40 km) ausgetragen werden und der Kurs führte nicht zum Gipfel.

#### Rothorn-Run
| Jahr | Männer               | Zeit (Std.) | Frauen            | Zeit (Std.) |
| ---- | -------------------- | ----------- | ----------------- | ----------- |
| 2009 | André Marti          | 1:15:27,1   | Nina Brenn        | 1:33:24,7   |
| 2008 | Martin Jost          | 1:17:26,0   | Daniela Gassmann  | 1:24:22,2   |
| 2007 | Jonathan Wyatt (NZL) | 1:11:03,1   | Eroica Spiess -2- | 1:31:35,2   |
| 2006 | Josef Vogt           | 1:19:03,6   | Helena Küng       | 1:39:33,9   |
| 2005 | Christoph Plattner   | 1:16:48,4   | Nina Nüssli       | 1:32:07,1   |
| 2004 | Niklas Kroehn (AUT)  | 1:18:36,4   | Eroica Spiess     | 1:27:47,9   |
| 2003 | Philip Rist          | 1:08:10,5   | Simone Zwinggi    | 1:32:43,3   |

### Entwicklung der Finisherzahlen
| Jahr | Marathon | Sonstige Läufe |
| ---- | -------- | -------------- |
| 2014 | 244      | 329            |
| 2013 | 238      | 328            |
| 2012 | 368      | 457            |
| 2011 | 352      | 311            |
| 2010 | 344      | 294            |
| 2009 | 358      | 304            |
| 2008 | 365      | 230            |
| 2007 | 342      | 204            |
| 2006 | 341      | 230            |
| 2005 | 347      | 144            |
| 2004 | 386      | 115            |
| 2003 | 329      | 097            |